# بليل (عقدا)
بلیل (بالفارسية: بلیل) هي قرية تقع في إيران في قسم عقدا الريفي. يقدر عدد سكانها بـ 20 نسمة بحسب إحصاء 2016.